# Moon Palace
Moon Palace (titre original : Moon Palace) est un roman de Paul Auster, paru en 1989.
Le roman se déroule à Manhattan ainsi que dans le Midwest américain, et est centré sur la vie du narrateur Marco Stanley Fogg et les deux générations précédentes de sa famille.

## Résumé
Marco Stanley Fogg, un étudiant pauvre, meuble son appartement avec des livres qu'il a hérités de son oncle Victor avec lequel il a grandi. Pour vivre, il est obligé de vendre les livres. Mais, lorsque le dernier est vendu, il perd son appartement et n'a d'autre choix que de vivre à Central Park.
S'ensuivent de longues semaines d'errance dans la jungle new-yorkaise, immense et indifférente, où le narrateur, persuadé qu'il doit accepter son destin, se laisse porter par les événements. Cette lente descente aux enfers le poussera même à accepter l'idée de sa propre fin.
C'était sans compter sur l'aide de son ami David Zimmer qui lui redonnera petit à petit l'espoir en l'accueillant chez lui, puisant dans ses maigres économies annuelles, ainsi que sur la présence de la jeune étudiante Kitty Wu, dont le narrateur, tout d'abord charmé, tombera éperdument amoureux.
C'est, non seulement par reconnaissance, mais aussi en quête d'une indépendance retrouvée, que M.S. Fogg devient assistant d'un infirme étrange et égocentrique, Thomas Effing. C'est le début d'un parcours initiatique, entre errance, coïncidences et destin, dans les pas d'un passé qu'il croyait révolu...  
Ce roman s'impose comme une représentation de la quête d'identité et de l'incomplétude universelle, si chères à l'auteur. On y trouve aussi le thème rousseauiste d'une société qui corrompt l'homme et d'une nature qui, au contraire, révèle en l'homme ce qu'il a de vrai, son identité véritable ; on peut précisément remarquer ceci dans le passage où le narrateur « s'habitue » à la vie à Central Park.

## Œuvres et personnes dépeintes
- Nicola Tesla
- Ralph Albert Blakelock et son tableau "Clair de Lune / Moonlight" conservé au Brooklyn Museum.

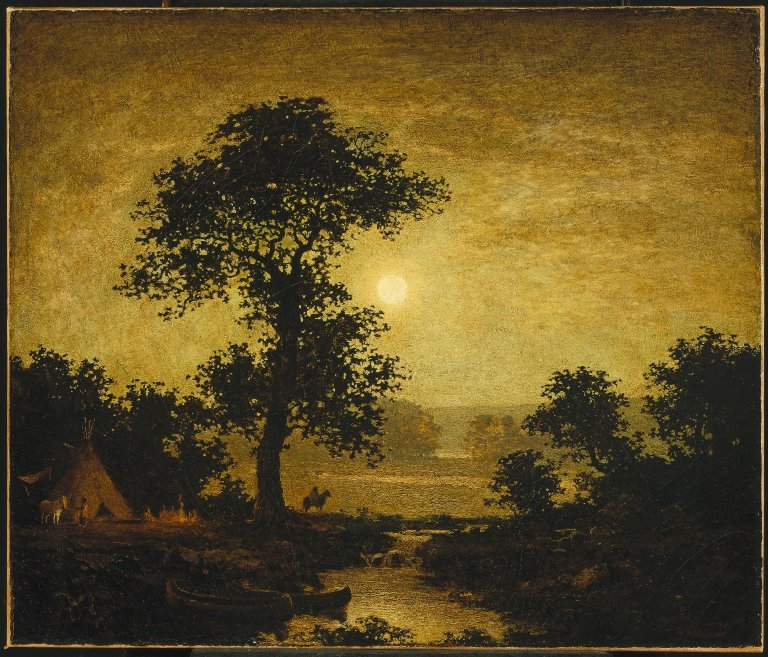
Moonlight, 1885, Brooklyn Museum

## M. S. Fogg
Son nom est une référence au voyage :
- Marco pour Marco Polo
- Stanley pour Henry Morton Stanley, journaliste anglais chargé de retrouver le docteur David Livingstone en Afrique
- Fogg  rappelle Phileas Fogg, héros du roman Le Tour du monde en quatre-vingts jours de Jules Verne que son oncle Victor lui offre quand il est enfant. Il est dit au début du roman que lors de l'arrivée de son grand-père maternel à Ellis Island, son nom Fogelman est d'abord abrégé en Fog par les bureaux de l'immigration. En 1907, la famille ajoute un deuxième g à son nom, qui devient donc Fogg